# 亨利·德吕埃
达尼埃尔-亨利·德吕埃（法語：Daniel-Henri Druey，法語發音：[danjɛl ɑ̃ʁi dʁyɛ]；1799年4月12日—1855年3月29日）是一位瑞士政治家，是瑞士立憲民主制度的建立者之一，也是1848年首屆瑞士聯邦委員會委員之一。

## 早年生活
亨利·德吕埃出生于瑞士沃州的富村。后在洛桑学习法律，并到汉堡、巴黎和伦敦进修。

## 在瑞士的政治生涯
亨利·德吕埃在29岁时回到瑞士，并被选入沃州的州委员会任职，两年之后他成为瑞士联邦委员会委员。
1848年11月16日，亨利·德吕埃当选为瑞士联邦委员会委员，成为委员会最初的七位委员之一。在任期内，他主要主持领导了以下部门的工作：
- 司法警察部（1848年-1849年）
- 政治部（1850年）并出任同年的瑞士联邦总统
- 财政部（1851年）
- 司法警察部（1852年）
- 财政部（1853年-1855年）

他于1850年出任瑞士联邦总统。
亨利·德吕埃于1855年3月29日在任内去世。

## 外部連結
- André Lasserre: Henri Druey在線上《瑞士歷史辭典》中的德文、法文或版詞條。 版本日期：2004年9月15日。

| 前任： 约纳斯·富勒尔     | 瑞士联邦总统 1850年              | 繼任： 马丁·约瑟夫·蒙青格尔 |
| 前任： 无/最早的七位委员 | 瑞士联邦委员会委员 1848年–1855年 | 繼任： 康斯坦特·福尔内罗德  |